# Полуалгебраическое множество
Полуалгебраическое множество — подмножество, определяемое системой алгебраических неравенств.
Например, полукруг является полуалгебраическим множеством, поскольку он может быть определён системой
{\displaystyle \left\{{\begin{aligned}x^{2}+y^{2}\leqslant 1,\\y\geqslant 0.\end{aligned}}\right.}

## Определение
Пусть {\displaystyle R} есть поле вещественных чисел, или, более общо, замкнутое вещественное поле.
Множество {\displaystyle S} в {\displaystyle R^{n}} полуалгебраическое, если оно определяется конечной системой полиномиальных уравнений вида {\displaystyle P(x_{1},...,x_{n})=0} и неравенств вида {\displaystyle Q(x_{1},...,x_{n})>0}, или любое конечное объединение таких множеств.

### Связанные определения
- Полуалгебраическая функция — функция с полуалгебраическим графиком.

## Свойства
- Конечные объединения и пересечения полуалгебраических множеств полуалгебраичны. (То же верно и для алгебраических подмногообразий.)
- Дополнения полуалгебраических множеств снова полуалгебраичны.
- (Теорема Зайденберга — Тарского) Проекция полуалгебраического множества полуалгебраична.
- Полуалгебраическое множество на плотном открытом подмножестве является локально алгебраическим подмногообразием.
  - Размерность полуалгебраического множества определяется как максимальная размерность таких локальных многообразий.

## Внешние ссылки
- Страница PlanetMath Архивная копия от 5 декабря 2017 на Wayback Machine